# ミルドレッド・レーン・ケンパー美術館
ミルドレッド・レーン・ケンパー美術館は、1881年に設立された、アメリカ合衆国、ミズーリ州セントルイスにある美術館。教育プログラムを提供する先駆として、アメリカ合衆国最古。ミシシッピ川東側で最初に設立された美術館。

## 概要
美術館は、セントルイス・ワシントン大学校内に所在し、サム・フォックス視覚芸術学部の複合施設の一つ。館内には美術館以外にメディアセンターと統合された芸術建築図書館、美術史考古学科をおく。
コレクションは19世紀から21世紀の米国とヨーロッパの芸術家の作品を所蔵する。また、この美術館はニューマン貨幣展示館を併設している。
2006年10月、ケンパー美術館はスタインバーグ・ホールから移され、サム・フォックス視覚芸術学部の他の施設と共に、世界的に有名な建築家である槇文彦によって一新された。槇は1959年当時、スタインバーグ・ホールを設計しており、約40年後、新たにケンパー美術館を含む複合施設の設計を行ったことになる。

## 収蔵作品

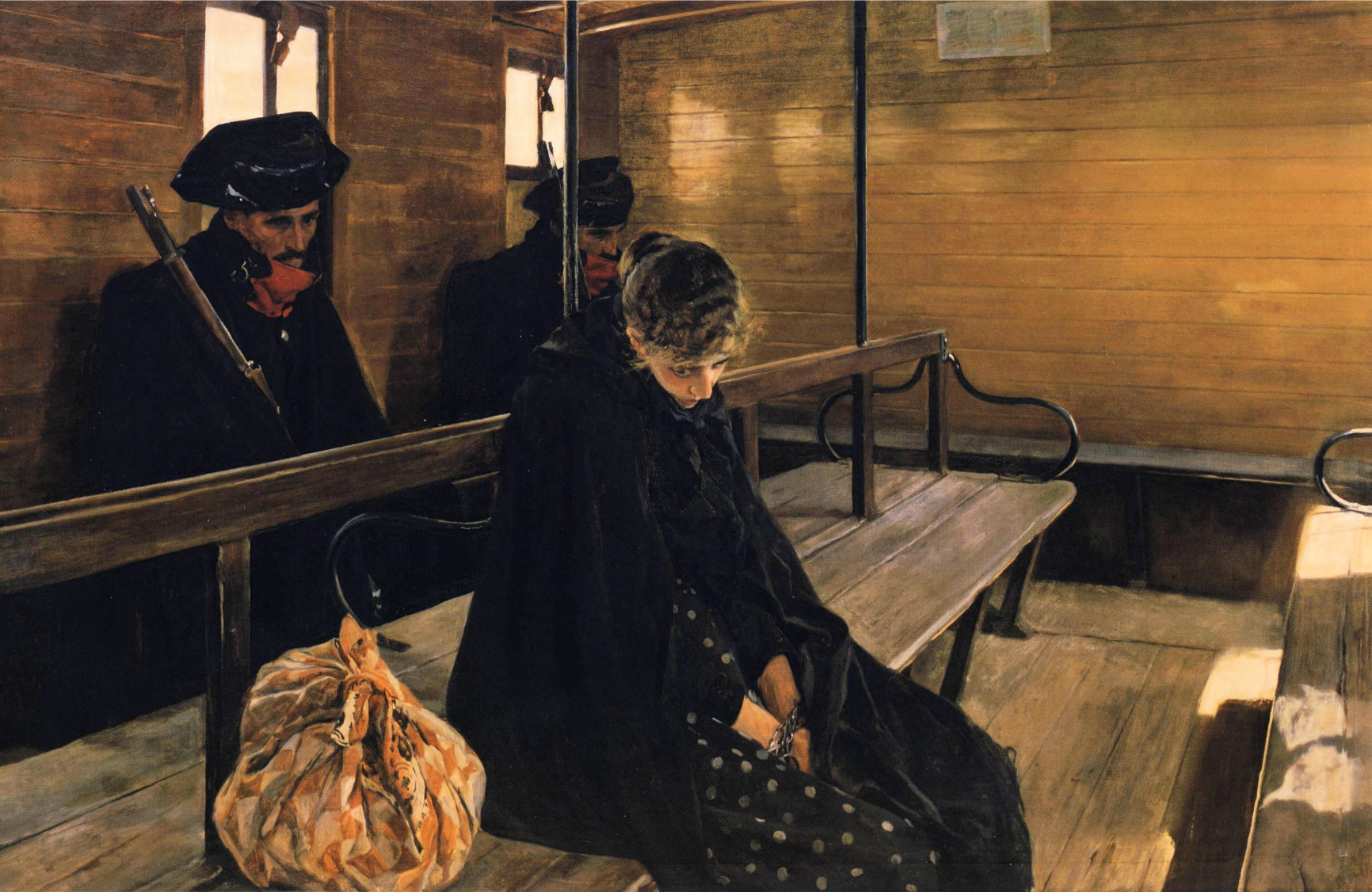
"Another Marguerite!"(1892) (画)ホアキン・ソローリャ
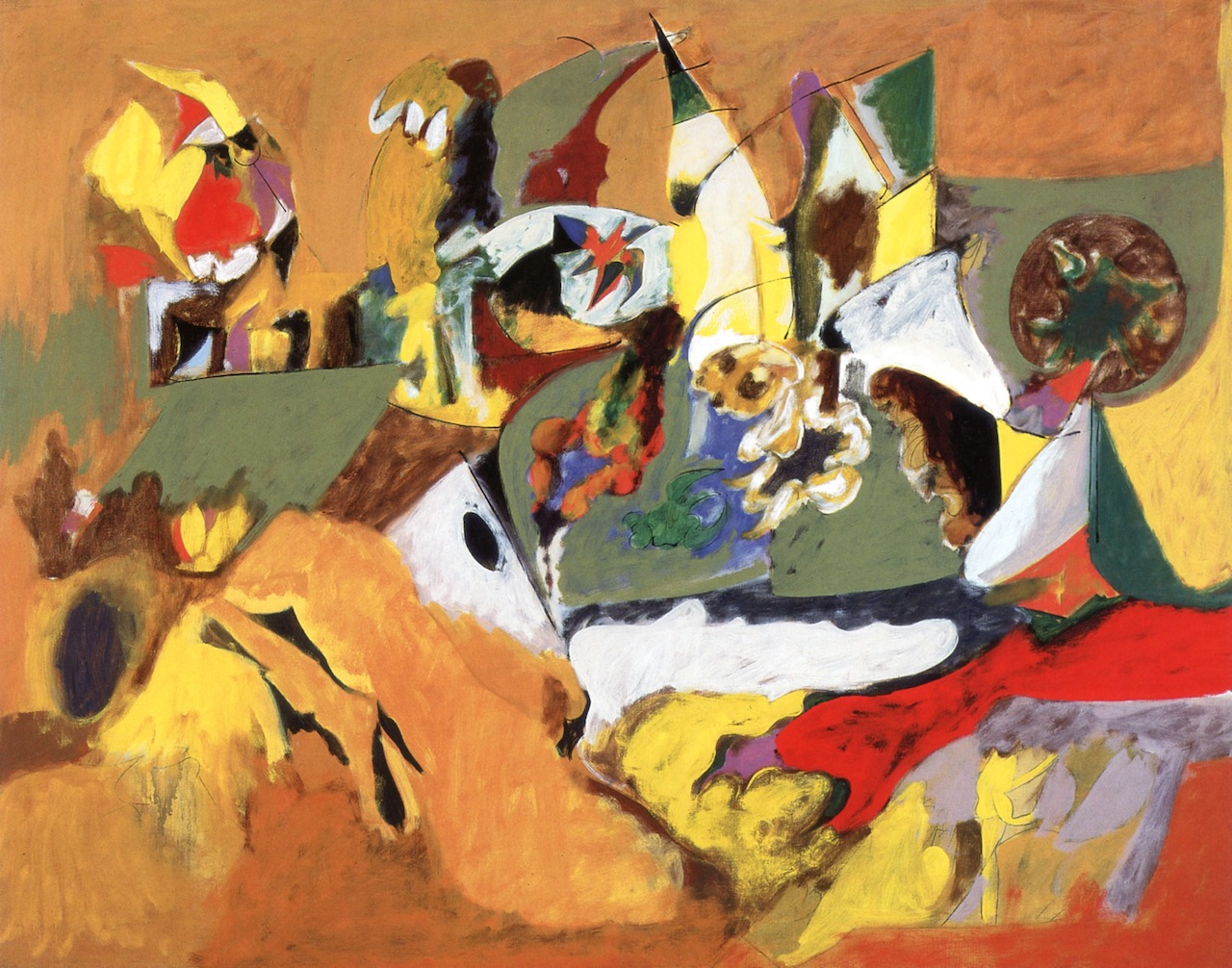
"Golden Brown Painting" (1943/1944) (画)アーシル・ゴーキー
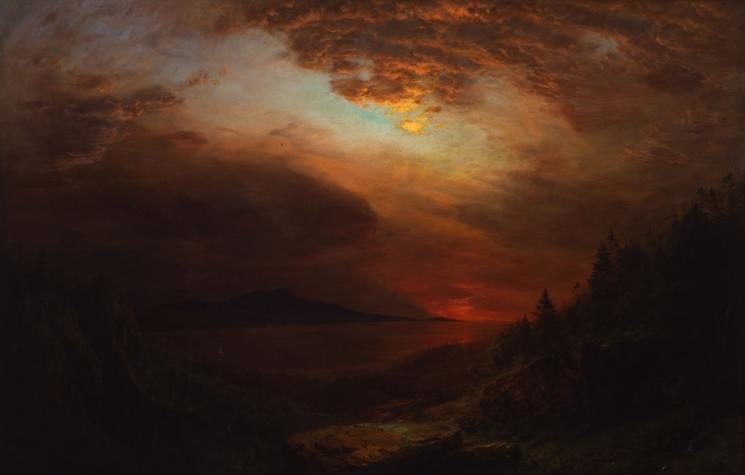
"Twilight, Mount Desert Island"(1865) (画)フレデリック・エドウィン・チャーチ

## 参考
1. ↑  “アーカイブされたコピー”. 2007年7月2日時点のオリジナルよりアーカイブ。2007年7月3日閲覧。